# Davilla bahiana
Davilla bahiana är en tvåhjärtbladig växtart som beskrevs av Aymard. Davilla bahiana ingår i släktet Davilla, och familjen Dilleniaceae. Inga underarter finns listade i Catalogue of Life.